# Collège Stanislas
El Collège Stanislas col·loquialment coneguda com a Stan, és una escola catòlica privada altament selectiva a París, situada a "Rue Notre-Dame-des-Champs" al districte 6. Té més de 3.000 estudiants, des de preescolar fins a classes préparatoires (classes per preparar els estudiants per ingressar a les grans ècols d'elit com École Polytechnique, CentraleSupélec, ESSEC Business School, ESCP Business School i HEC Paris), i és l'escola privada més gran de França. Stanislas és considerada una de les escoles franceses més prestigioses i d'elit. L'escola va ocupar el primer lloc el 2019 per a l'escola secundària.

## Ex-alumnes famosos
- Jules Barbey d'Aurevilly, un escriptor i periodista francès
- Jean-Michel Blanquer, un jurista, polític i professor de francès
- Jean Albert Gaudry, un geòleg i paleontòleg francès
- Claude Simon, un escriptor francés en llengua francesa de família perpinyanesa i resident a la vila rossellonesa de Salses